# Hallersche Zelle

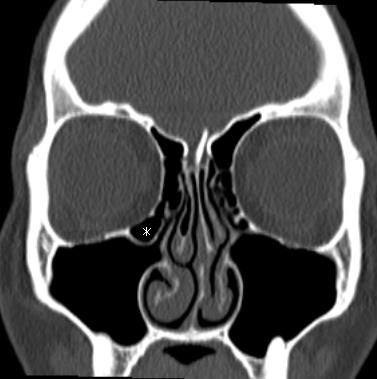
Haller-Zelle (Stern) in einer CT der Nasennebenhöhlen

Unter einer Hallerschen Zelle versteht man eine zusätzliche Siebbeinzelle (Ethmoidalzelle), die im Orbitaboden oder im Dach der Kieferhöhle zu finden ist. Sie wurde erstmals von Albrecht von Haller, einem Schweizer Anatomen, beschrieben. Es handelt sich hierbei um eine anatomische Normvariante, die je nach Literaturangabe bei 5 % bis 30 % der Bevölkerung zu finden ist. Hallersche Zellen werden meist als Zufallsbefund in einer computertomographischen Untersuchung des Gesichtsschädels gefunden. Sie könnten bei ungünstiger Lage den Abfluss von Sekret aus der benachbarten Kieferhöhle behindern.
Manche Studien sprechen für eine Assoziation größerer Haller-Zysten mit Nasennebenhöhlenentzündungen (Sinusitiden), andere nicht. In jedem Fall ist die Information über diese anatomische Variante zur Planung eines operativen Eingriffs wichtig, um Komplikationen zu vermeiden.